# 乌饭叶菝葜
乌饭叶菝葜（学名：Smilax myrtillus）为百合科菝葜属下的一个种。